# Isabela (prowincja)

Cagayan

Isabela – prowincja na Filipinach, położona w północno-wschodniej części wyspy Luzon. Od wschodu granicę wyznacza Morze Filipińskie, od południa prowincje Aurora, Quirinio, Nueva Vizcaya, od zachodu prowincje Ifugao, Mountain Province i Kalinga. Powierzchnia: 12 556,8 km². Liczba ludności: 1 593 566 mieszkańców (2015). Gęstość zaludnienia wynosi 126,9 mieszk./km². Stolicą prowincji jest Ilagan.